# Linhomoeus paralongicaudatus
Linhomoeus paralongicaudatus är en rundmaskart. Linhomoeus paralongicaudatus ingår i släktet Linhomoeus, och familjen Linhomoeidae. Arten är reproducerande i Sverige.